# Dama de blanco

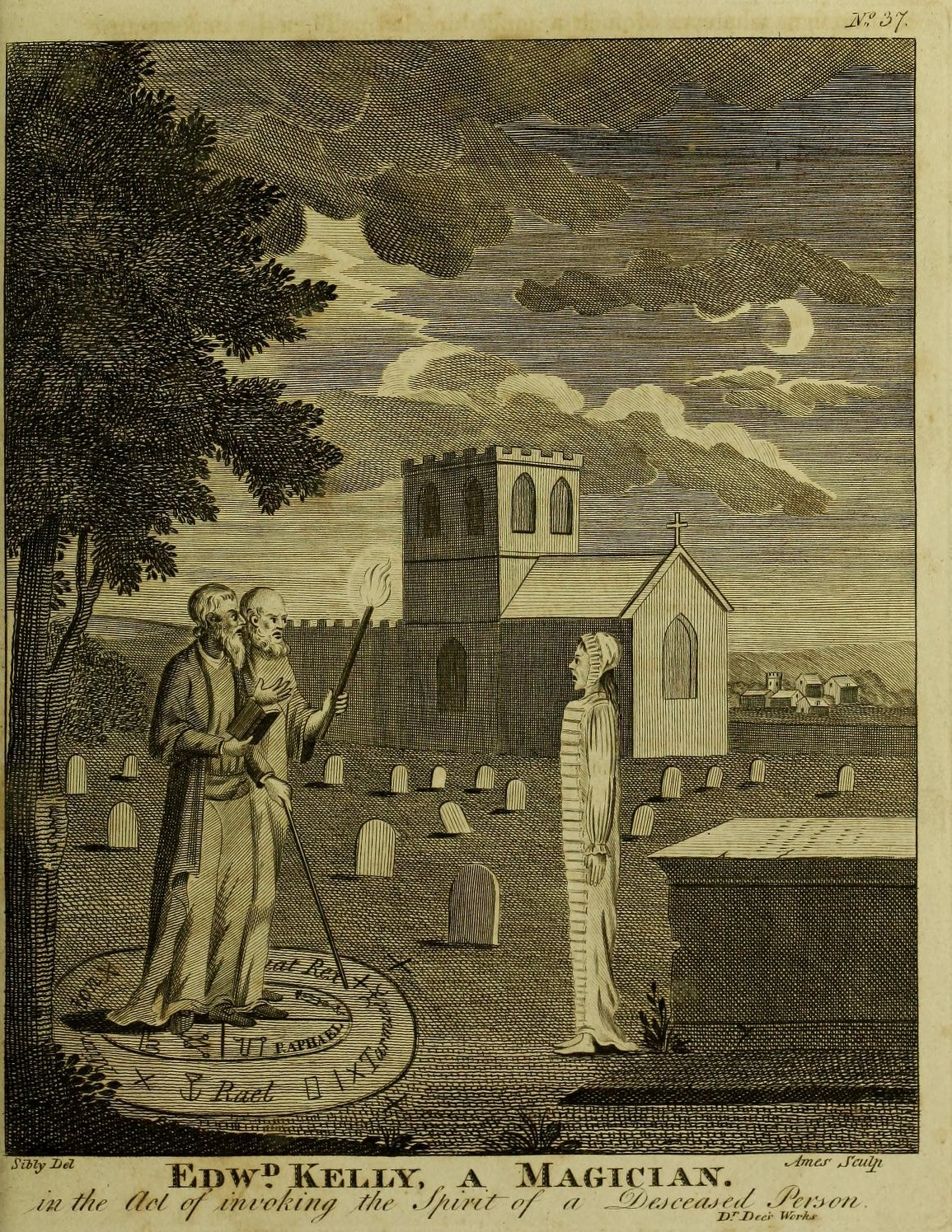
Una representación de John Dee (1527-1608) y Edward Kelley evocando a la Dama de Blanco

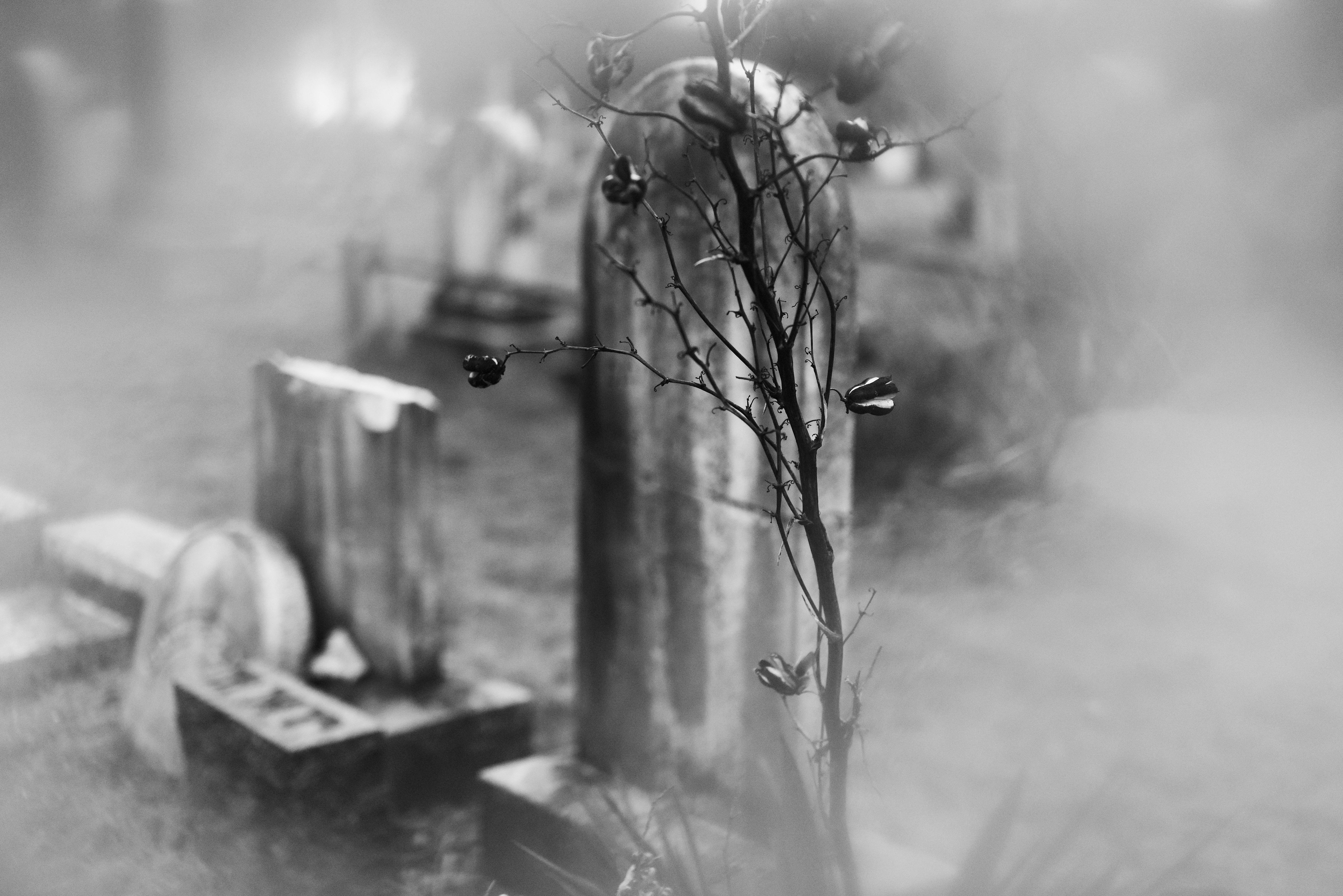
El Cementerio de Easton, (Connecticut, EE. UU.) es el origen de la leyenda de la Dama de blanco.

La dama de blanco es, según historias y leyendas, un espíritu femenino que viste completamente de blanco y que, según la tradición en las noches se le ve vagar en áreas rurales, generalmente asociada con alguna leyenda local de trasfondo trágico, como la pérdida de una hija o la traición sentimental como las más recurrentes.

## Versiones
Los checos asocian al espíritu de la dama de blanco con Perchta de Rosenberg. 

“Dama de blanco es un personaje imaginario y mítico que tiene su origen en la mitología alemana – Berchta. En nuestra tradición oral se ha conservado esta leyenda en relación con algunos castillos checos, p.ej., Jindřichův Hradec, Telč o Krumlov. En los casos de los primeros dos castillos la leyenda ha sido traída aparentemente por las esposas de los primeros nobles de Hradec, las cuales eran originariamente alemanas. En las leyendas la dama de blanco se representa como una mujer vestida de blanco que aparece siempre y cuando hay algún tipo de peligro para el linaje de estos, p.ej. si la niñera de un bebé se queda dormida. Esta leyenda era muy conocida en Jindřichův Hradec, porque desde que se fundó aquel castillo, este inmueble se heredaba de padres a hijos. Pero Bohuslav Balbín, una vez conociendo la leyenda de la dama de blanco y conociendo la cruel historia de Perchta de Rosenberg, unió los dos personajes y creó así una nueva leyenda, donde Perchta y la  dama de blanco son el mismo personaje. Esta unión ha sido discutida e investigada muchas veces, hasta llegar a un punto donde la coincidencia fallaba. Perchta de Rosenberg no había tenido en su vida ninguna relación con el castillo de Hradec. Y la tradición oral sobre la caridad que hacía la dama de blanco con los albañiles en Hradec (cómo los cuidaba y cómo les daba de comer) la explica el archivero de Třeboň, Th. Wagner,  poniendo en juego otro nombre a la dama de blanco, Margaret de Maidburg.” 

.
El mito llegó a los países checos de Alemania, y al parecer deriva de la historia sobre Cunegunda de Orlamünde. La condesa Cunegunda, según este mito, vivió en el castillo de Plassenburg en Alta Franconia siendo esposa del conde de Orlamünde, que murió en 1228 y dejó una viuda y 2 hijos varones. El castillo de Plassenburg junto con su señorío, tras la muerte del conde, lo compró el conde Friedrich (Fridrich) von Hohenzollern, burgrave de Núremberg. La leyenda dice que la condesa se enamoró locamente del conde Friendrich pero los padres de este estaban en contra de este amor. Friendrich le decía a la condesa que se hubiera casado con ella si no hubiera sido por los dos pares de ojos que los estaban vigilando, refiriéndose claramente a sus padres. Pero la condesa no le entendió bien, supuso que el conde se refería a sus dos hijos del matrimonio con el conde de Orlamünde, y los mató. La condesa fue condenada a muerte, pero su alma no llegó al sosiego, y debido a esto tiene que vagar por todos los castillos del linaje de los nobles de Hohenzellern. Su aparición siempre conlleva una mala noticia o un peligro para el linaje.

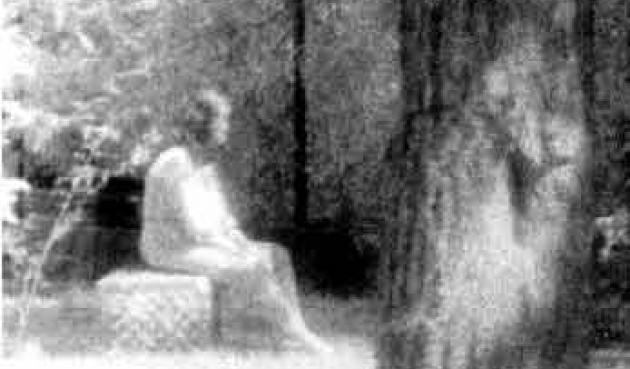
Una dama de blanco sentada sobre una piedra en medio de un bosque.

El linaje del sur de Bohemia, de los Rosenbergs, a cuyo señorío también se extendió la leyenda sobre la dama en blanco, está desde el siglo XVI relacionado dinásticamente con el linaje de los Hohenzellerns y eso gracias a la boda de Guillermo de Rosenberg con Sofía, en el aňo 1561, o la boda de Joaquín Ulrico de Jindřichův Hradec con María Maximiliana, del linaje de los Hohenzellern. Serán justamente estos enlaces los que extendieron esta leyenda por los castillos del sur de Bohemia.  
Las historias sobre espíritus protectores de varios linajes son muy antiguas. En la forma escrita hay versiones documentadas desde el siglo XII. En los países checos apareció por primera vez esta leyenda en forma escrita en el aňo 1577. 
Un personaje parecido a la dama de blanco se puede encontrar en la mitología británica, en la figura de la dama de blanco de Willow Park. Willow Park es una zona muy boscosa en Newton-le-Willows, Merseyside, en el noroeste de Inglaterra. Este fantasma se cree que es el espíritu atormentado de una novia que fue ahogada en el lago por su marido en aquella noche de bodas.

## Paralelismos
Leyendas o mitos parecidos a este se conocen por todo el mundo. Un personaje parecido a la dama de blanco es, por ejemplo, el hada Melusina - madre de los duques de Lusignan. La ve siempre el dueño del castillo de Lusignan tres días antes de fallecer. La muerte de alguien del linaje noble también lo anuncia con un llanto, la banshee – el hada irlandesa que aparece con el aspecto de un fantasma pálido. En India para estos protectores de linajes existe un término en sánscrito – kuladéva (kula – linaje, déva – dios, semidiós).
En Estados Unidos aparece la leyenda de “la novia sin cabeza”, que atormenta a los turistas en el parque nacional Yellowstone. Según cuenta la leyenda, ella y su esposo estaban de viaje en Yellowstone, donde supuestamente se jugó todo su dinero. Cuando la novia le preguntó por el dinero, él le respondió que no sabía nada. Se enojó, la decapitó y huyó.
Aparte de este fantasma de la dama de blanco en Yellowstone también encontramos otra en Mukilteo, Washington, donde ha habido una gran cantidad de avistamientos en el bosque justo al lado de Clearview Drive. Cuando cae la noche, corre el rumor de que ella trata de “secuestrar” a los conductores, o en el caso de los autoestopistas les intenta engañar antes de desaparecer. También ha habido informes de llantos y gritos alrededor de la cascada en Clearview (dándole el título de “el Llanto”). 
La leyenda de la dama de blanco tiene similitudes con la leyenda de la Llorona de Hispanoamérica. Según dice esta leyenda, una hermosa mujer llamada María ahogó a sus hijos con el fin de estar con el hombre que amaba. Cuando él no quiso saber nada de ella, entonces ella se ahogó en un lago en la Ciudad de México. Su alma se vio obligada a vagar por la tierra durante toda la eternidad en busca de su descendencia que asesinó. Su llanto constante es lo que le da el nombre de La Llorona. En algunas versiones, el fantasma de la Llorona secuestra a los niños que vagan por el lugar, o incluso a los niños que desobedecen a sus padres. Las personas que afirman haberla visto dicen que solo aparece en la noche cerca de los ríos o lagos en México. Algunas versiones de la leyenda cuentan que los que escuchan su llanto están marcados por la muerte. En el estado de Oaxaca, está la Matlacihua, una mujer fantasma vestida de blanco que se le aparece a los hombres borrachos y mujeriegos, los hechiza con su hermoso cuerpo para llevarlos a precipicios donde crece la planta huixache, una planta espinosa, para luego enbarrancarlo y tirarlo en dicha planta.
En el caso de Brasil, la leyenda se conoce como dama branca o mulher de branco en portugués y se dice que es el fantasma de una mujer joven que, o bien murió mientras daba a luz a su pequeño o por causas violentas. La gente dice que aparece como una mujer pálida con un vestido largo y blanco o con una bata de dormir. Los expertos creen que la joven mujer fue asesinada por su padre o su esposo en un “asesinato de honor”. Las razones más comunes para estos asesinatos son el adulterio, la negación del sexo o abusos. Otros describen a una mujer joven que murió de hambre por su marido porque él sospechaba que tenía una aventura con un esclavo negro.